# Padre David de Oliveira Martins

Padre David.

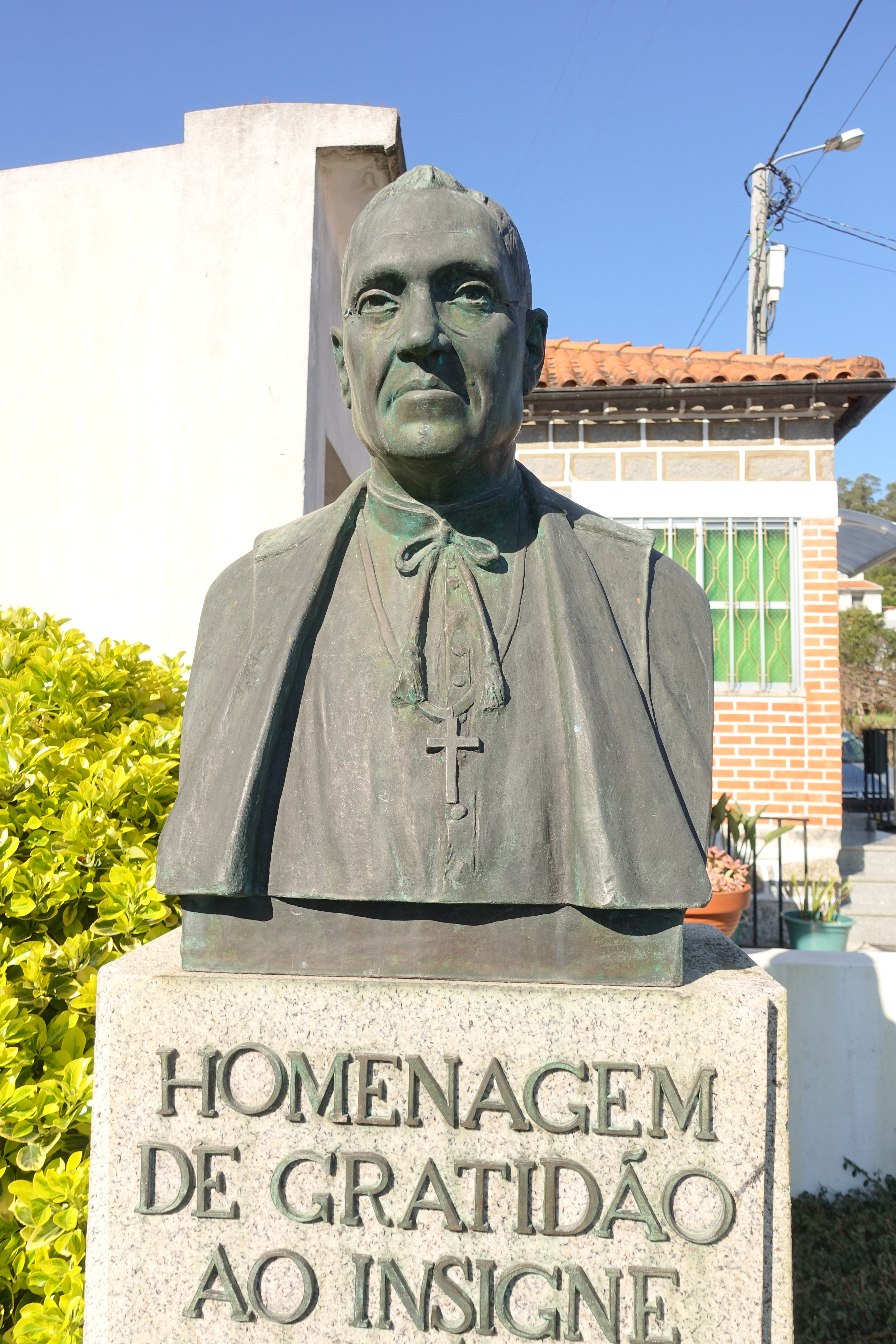
Busto junto ao Centro Social

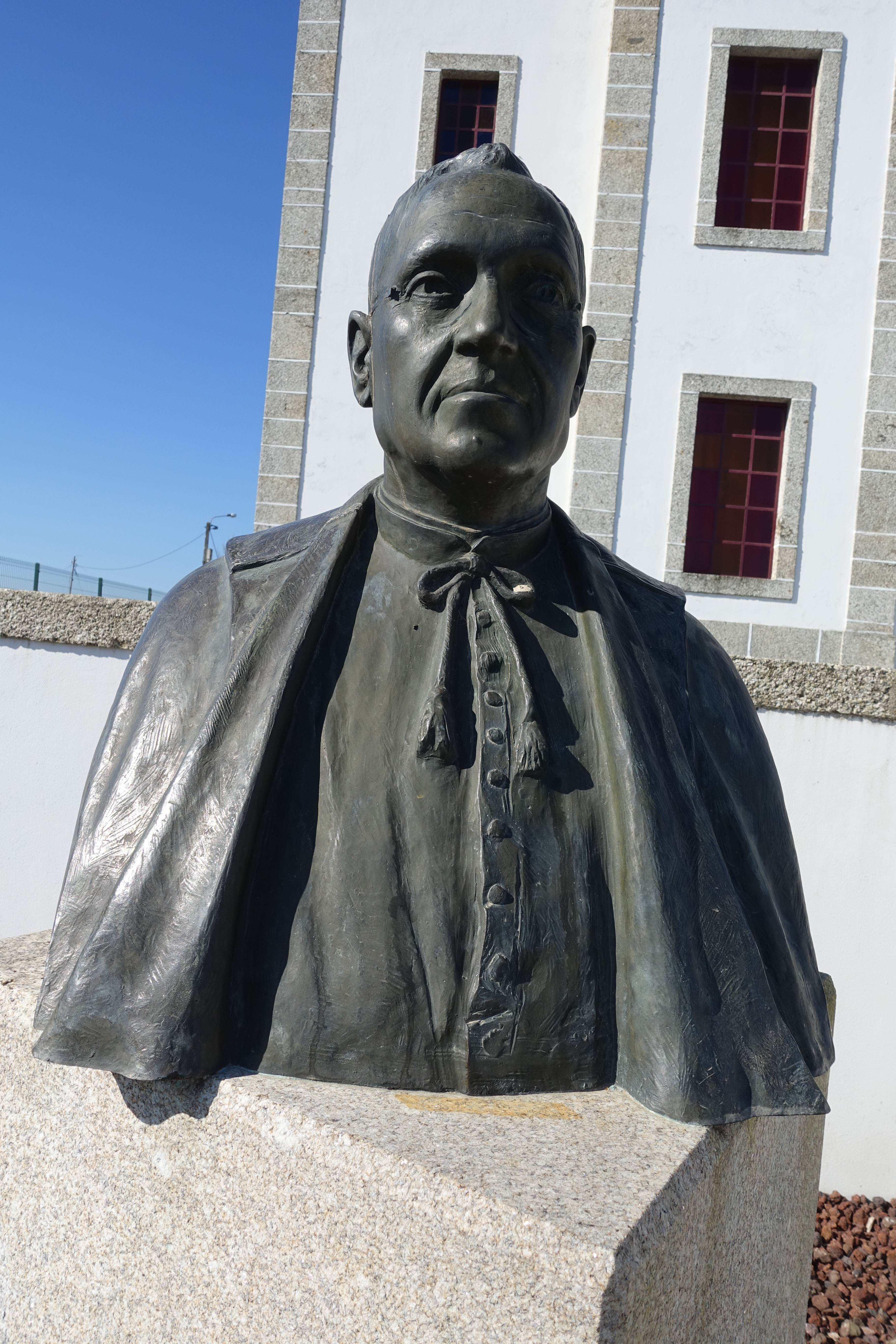
Busto junto da igreja de Ruilhe

David de Oliveira Martins, mais conhecido por Padre David ComM (Gondifelos, 17 de agosto de 1904 –  Ruilhe, 21 de julho de 1990 (85 anos)) foi um padre português, conhecido por ter criado o Centro Social Padre David, destinado a acolher crianças órfãs, pobres e abandonadas de todo o país.
Durante a sua vida, foi também responsável pela construção de três igrejas (Ruilhe, Arentim e Aveleda), duas residências paroquiais, um bairro social de cinquenta casas (cuja primeira pedra foi lançada a 11 de outubro de 1953) para famílias pobres.
A sua obra foi reconhecida com as comendas Pro Eclesia et Pontifice (1980) e da Ordem de Benemerência (1981).

## Biografia
Filho de Joaquim José Martins e de Clementina Rosa de Oliveira, nasceu a 17 de agosto de 1904 na freguesia de Gondifelos, concelho de Vila Nova de Famalicão. Em 1920 ingressa no Seminário onde conclui, em 1929, o curso de Filosofia. Nesse mesmo ano e antes de frequentar Teologia, desloca-se ao Brasil ao encontro do pai e do irmão mais velho, que haviam emigrado alguns anos antes, regressando a Portugal ainda no mesmo ano
No ano escolar de 1929 dá aulas no Seminário de Poiares, Peso da Régua, ingressando novamente no seminário para formação, onde conclui o curso de Teologia, sendo ordenado padre em 30 de julho de 1933.
É nomeado pároco de Ruílhe pelo Arcebispo de Braga, D. António Bento Martins Júnior, onde permanece até à morte, em acumulação temporária com as paróquias de Priscos, Tebosa e, posteriormente, Aveleda.
Em 1968 é nomeado pároco de Arentim pelo Arcebispo Francisco Maria da Silva.
Presidente da Junta de Freguesia de Ruilhe desde a década de 40 até 1974, assegurou a transição até às primeiras eleições autárquicas depois da Revolução de 25 de Abril de 1974.
Com uma forte personalidade e espírito de iniciativa incomuns, movido por um profundo sentido de solidariedade para com os mais necessitados, dá corpo a um diverso conjunto de iniciativas e obras de cariz religioso e social, que o projetam como uma das personalidades mais marcantes do seu tempo na região, com repercussão nacional e até internacional.

## Obras Realizadas
Desenvolveu incontáveis ações de caráter social, pastoral e religioso verdadeiramente assinaláveis, dotando, sobretudo Ruílhe, Aveleda e Arentim, de meios e infraestruturas que, antes de 1974, as configuravam como aldeias prósperas e civilizadas, onde se destacam as seguintes obras construídas:

### Cariz religioso
- Igreja Paroquial de Ruílhe (1947) e residência paroquial;
- Igreja Paroquial de Aveleda (1951) e residência paroquial;
- Igreja Paroquial de Arentim (década de 70.).

### Cariz Social, humanitário
- Bairro Social Padre David Oliveira Martins, com 50 casas destinadas a pessoas carenciadas, construção iniciada em 1948 e prolongando-se por mais de uma década;
- Centro Social Padre David Oliveira Martins-CSPOM], instituição para acolhimento de meninas órfãs e abandonadas, obra social iniciada em 1955.

## Condecorações
- Comenda “Pro eclesia et Pontífice”, atribuída em 13 de Maio de 1980, pelo Papa;
- Comenda da Ordem da Benemerência, atribuída em 23 de Abril de 1981, pelo Presidente da República.